# UFC 209
UFC 209：伍德利对汤普森二番战（UFC 209: Woodley vs. Thompson 2）是终极格斗冠军赛（UFC）主办的一场综合格斗赛事，于2017年3月4日在美国内华达州天堂市的T-Mobile体育馆举行。

## 结果
1. ↑  UFC沉量级冠军战